# Новопёрые рыбы
Новопёрые рыбы (лат. Neopterygii) — клада рыб, которая вместе с кладистиями (Cladistia) и хрящевыми ганоидами (Chondrostei) составляют класс лучепёрых рыб (Actinopterygii). Новопёрые рыбы появились в конце пермского периода и теперь являются самой процветающей группой рыб.

## Классификация
В подкласс включают следующие современные отряды:
- Инфракласс Костные ганоиды (Holostei)
  - Отряд Панцирникообразные (Lepisosteiformes)
  - Отряд Амиеобразные (Amiiformes)
- Клада Костистые рыбы (Teleostei)
  - Когорта Элопоморфы (Elopomorpha)
    - Отряд Тарпонообразные (Elopiformes)
    - Отряд Альбулообразные (Albuliformes)
    - Отряд Спиношипообразные (Notacanthiformes)
    - Отряд Угреобразные (Anguilliformes)

  - Когорта Остеоглоссоморфы (Osteoglossomorpha)
    - Отряд Гиодонтообразные  (Hiodontiformes)
    - Отряд Араванообразные (Osteoglossiformes)

  - Когорта Otocephala
    - Надотряд Клюпеоморфы (Clupeomorpha)
      - Отряд Сельдеобразные (Clupeiformes)

    - Надотряд Alepocephali
      - Отряд Гладкоголовообразные (Alepocephaliformes)

    - Надотряд Костнопузырные (Ostariophysi)
      - Отряд Гоноринхообразные (Gonorynchiformes)
      - Отряд Карпообразные (Cypriniformes)
      - Отряд Харацинообразные (Characiformes)
      - Отряд Сомообразные (Siluriformes)
      - Отряд Гимнотообразные (Gymnotiformes)

  - Когорта Настоящие костистые рыбы (Euteleostei)
    - Отряд Лепидогалаксиеобразные (Lepidogalaxiiformes)
    - Надотряд Протакантоптеригии (Protacanthopterygii)
      - Отряд Лососеобразные (Salmoniformes)
      - Отряд Щукообразные (Esociformes)

    - Надотряд Osmeromorpha
      - Отряд Аргентинообразные (Argentiniformes)
      - Отряд Галаксиеобразные (Galaxiiformes)
      - Отряд Корюшкообразные (Osmeriformes)
      - Отряд Стомиеобразные (Stomiiformes)

    - Надотряд Ателеопоморфы (Ateleopodomorpha)
      - Отряд Ложнодолгохвостообразные (Ateleopodiformes)

    - Надотряд Циклоскваматы (Cyclosquamata)
      - Отряд Аулопообразные (Aulopiformes)

    - Надотряд Скопеломорфы (Scopelomorpha)
      - Отряд Миктофообразные (Myctophiformes)

    - Надотряд Ламприморфы (Lamprimorpha)
      - Отряд Опахообразные (Lampriformes)

    - Надотряд Паракантоптеригии (Paracanthopterygii)
      - Отряд Барбудообразные (Polymixiiformes)
      - Отряд Перкопсообразные (Percopsiformes)
      - Отряд Солнечникообразные (Zeiformes)
      - Отряд Палочкохвостообразные (Stylephoriformes)
      - Отряд Трескообразные (Gadiformes)

    - Надотряд Колючепёрые (Acanthopterygii)
      - Отряд Голоцентрообразные (Holocentriformes)
      - Отряд Тратихтиобразные (Trachichthyiformes)
      - Отряд Бериксообразные (Beryciformes)
      - Отряд Ошибнеобразные (Ophidiiformes)
      - Отряд Батрахообразные (Batrachoidiformes)
      - Отряд Куртообразные (Kurtiformes)
      - Отряд Бычкообразные (Gobiiformes)
      - Отряд Кефалеобразные (Mugiliformes)
      - Отряд Цихлообразные (Cichliformes)
      - Отряд Собачкообразные (Blenniiformes)
      - Отряд Присоскообразные (Gobiesociformes)
      - Отряд Атеринообразные (Atheriniformes)
      - Отряд Сарганообразные (Beloniformes)
      - Отряд Карпозубообразные (Cyprinodontiformes)
      - Отряд Слитножаберникообразные (Synbranchiformes)
      - Отряд Ставридообразные (Carangiformes)
      - Отряд Марлинообразные (Istiophoriformes)
      - Отряд Анабасообразные (Anabantiformes)
      - Отряд Камбалообразные (Pleuronectiformes)
      - Отряд Иглообразные (Syngnathiformes)
      - Отряд Икостеобразные (Icosteiformes)
      - Отряд Лирообразные (Callionymiformes)
      - Отряд Скомбролабраксообразные (Scombrolabraciformes)
      - Отряд Скумбриеобразные (Scombriformes)
      - Отряд Драконообразные (Trachiniformes)
      - Отряд Губанообразные (Labriformes)
      - Отряд Окунеобразные (Perciformes)
      - Отряд Скорпенообразные (Scorpaeniformes)
      - Отряд Моронообразные (Moroniformes)
      - Отряд Хирургообразные (Acanthuriformes)
      - Отряд Спарообразные (Spariformes)
      - Отряд Капрообразные (Caproiformes)
      - Отряд Удильщикообразные (Lophiiformes)
      - Отряд Иглобрюхообразные (Tetraodontiformes)

Три ранее выделявшихся отряда расформированы:
- Отряд Колюшкообразные (Gasterosteiformes):
  - подотряд игловидных (Syngnathoidei) повышен в ранге до отряда иглообразных (Syngnathiformes)
  - подотряд колюшковидных (Gasterosteoidei) включен в отряд скорпенообразных
- Семейства отряда стефанобериксообразных (Stephanoberyciformes) включены в отряд бериксообразных
- Отряд Китовидкообразные (Cetomimiformes) или надсемейство Китовидкоподобные (Cetomimoidea):
  - 4 семейства включены в отряд бериксообразных
  - два семейства (Mirapinnidae, Megalomycteridae) расформированы.